# Grinding Gear Games
Grinding Gear Games (сокращенно GGG) — независимый разработчик видеоигр. Компания основана в 2006 и располагается в Окленде, Новая Зеландия. Отцы-основатели компании пришли из разных стран и имеют различное происхождение.
GGG разработал Path of Exile, которая была выпущена 23 октября 2013 года. Во время открытого бета-тестирования с 23 января 2013 года, в котором участвовало более 46000 человек, GGG позволила игрокам приобрести различные микротранзакции и пакеты поддержки перед релизом запуска игры. Всего за 6 дней, GGG таким образом удалось собрать более $245,000.
21 мая 2018 года китайская корпорация Tencent приобрела контрольный пакет акций GGG.

## Игры
| Название игры         | Дата релиза | Платформы                               |
| --------------------- | ----------- | --------------------------------------- |
| Path of Exile         | 2013        | Windows, Xbox One, PlayStation 4, macOS |
| Path of Exile: Mobile | TBA         | iOS, Android                            |
| Path of Exile 2       | TBA         | Windows, Xbox Series X/S, PlayStation 5 |